# Zbór Kościoła Adwentystów Dnia Siódmego w Stargardzie
Zbór Kościoła Adwentystów Dnia Siódmego w Stargardzie – zbór adwentystyczny w Stargardzie należący do okręgu zachodniopomorskiego diecezji zachodniej Kościoła Adwentystów Dnia Siódmego w RP. Jedna z miejscowych społeczności protestanckich.
Pastorem zboru jest kazn. Stanisław Sowa, natomiast starszym – Paweł Mickiewicz. Nabożeństwa odbywają się w kaplicy przy ul. Brzozowej 2 każdej soboty o godz. 10.00.

## Działalność
Przy zborze działa Punkt Poradnictwa Rodzinnego Z Martwych Wstanie. Jest on dotowany ze środków Urzędu Miejskiego w Stargardzie, pomaga m.in. osobom z problemami alkoholowymi, narkotykowymi, społecznymi a także skazańcom w miejscowym zakładzie karnym. W 2010 roku otwarto także filię Chrześcijańskiej Służby Charytatywnej, zajmującej się pomocą w wydawaniu żywności w ramach europejskiego programu PEAD.